# Wacław Wareda

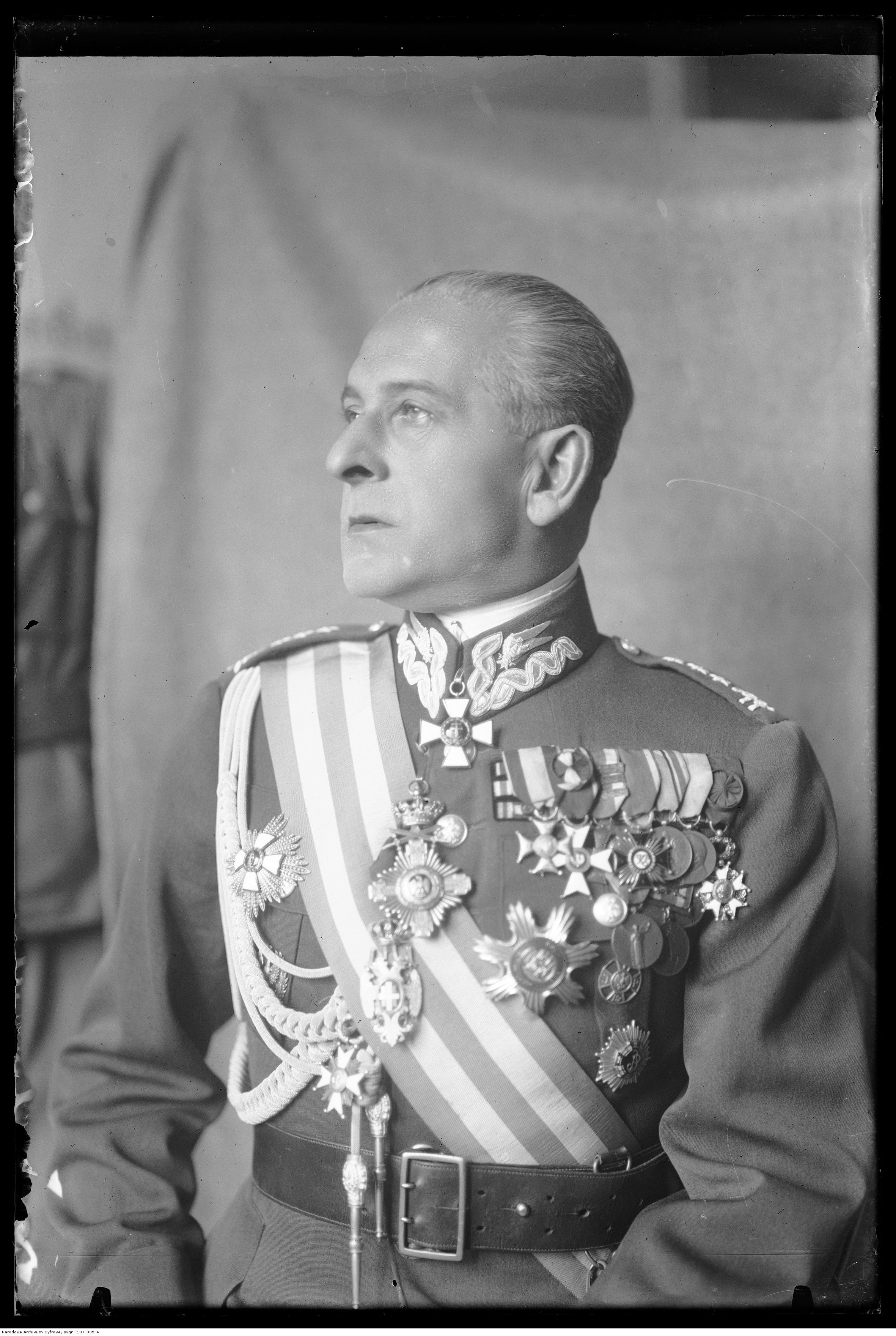
Bolesław Wieniawa-Długoszowski, najprawdopodobniej pierwowzór Wacława Waredy.

Wacław Wareda – postać fikcyjna, pułkownik Wojska Polskiego pełniący służbę w „komendzie miasta”. Jeden z głównych bohaterów powieści Tadeusza Dołęgi-Mostowicza Kariera Nikodema Dyzmy i jej adaptacji. Postać wzorowana na Bolesławie Wieniawie-Długoszowskim, osobistym adiutancie Józefa Piłsudskiego, a w okresie pisania i druku powieści komendancie garnizonu miasta Warszawa (p.o. od 12 marca 1929 i formalnie od 31 marca 1930 do 6 listopada 1930 roku).
Brunet zawsze występujący w mundurze wojskowym. Poważany w kręgach wojskowych, jest bliskim przyjacielem dygnitarzy państwowych m.in. ministra Jaszuńskiego i wiceministra Ulanickiego. Bywalec i ulubieniec salonów. Latem mieszka w willi „Haiti” w Konstancinie. Był co najmniej dwa razy żonaty. W trakcie trwania akcji powieści zostaje przyjacielem Nikodema Dyzmy.

## W adaptacjach

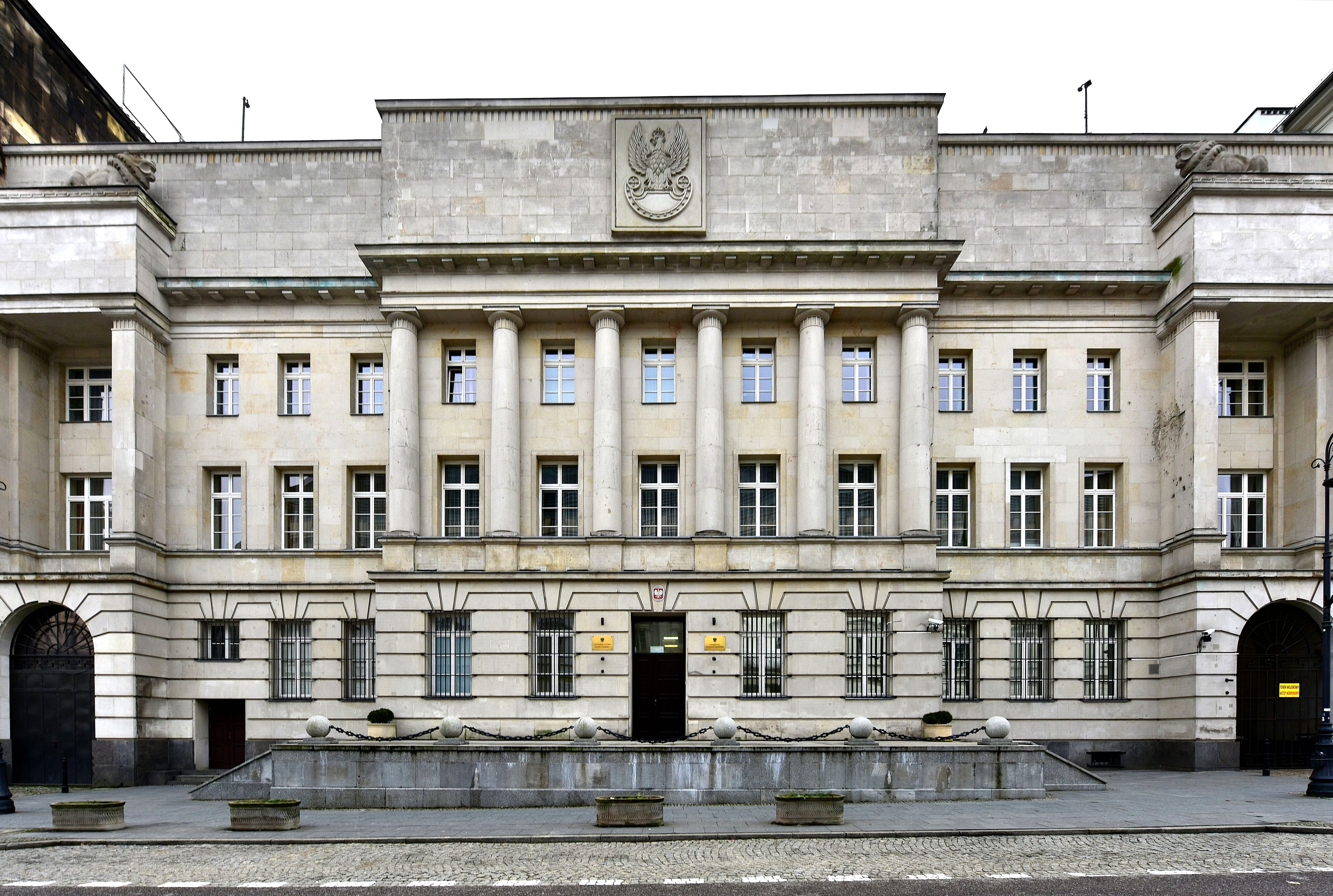
Budynek Komendy Miasta (ul. gen. Karaszewicza-Tokarzewskiego 4), miejsce pracy płk Waredy.

W filmie Nikodem Dyzma z 1956 postać tę odtwarzał Lech Madaliński, zaś w serialu telewizyjnym Kariera Nikodema Dyzmy z 1980 – Leonard Pietraszak. W serialu radiowym Kariera Nikodema Dyzmy z 1979 roku w rolę tę wcielił się Janusz Bylczyński.
Z kolei w rolach teatralnych w postać Waredy wcielali się m.in.:
- Lech Redo (sztuka Kariera Stanisława Powołockiego, Teatr 7.15 Łódź, reż. Feliks Żukowski, 1960)[8]
- Czesław Lasota (Teatr Polski w Bydgoszczy, reż. Remigiusz Caban, 1995)[9]
- Andrzej Kowalczyk (Dyzma musical Władysława Korcza, Teatr Rozrywki w Chorzowie, reż. Laco Adamík, 2002)[10]
- Piotr Michalski (Dyzma musical Władysława Korcza, Teatr Miejski im. Witolda Gombrowicza w Gdyni, reż. Jan Szurmiej, 2007)[11]
- Edward Janaszek (Teatr im. Stefana Żeromskiego w Kielcach, reż. Piotr Sieklucki, 2010)[12]
- Marcin Kiszluk (Teatr im. Stefana Jaracza w Olsztynie, reż. Michał Kotański, 2013)[13]
- Jacek Pluta (Teatr Syrena w Warszawie, reż. Wojciech Kościelniak, 2014)[14].